# والی (فوتبال)

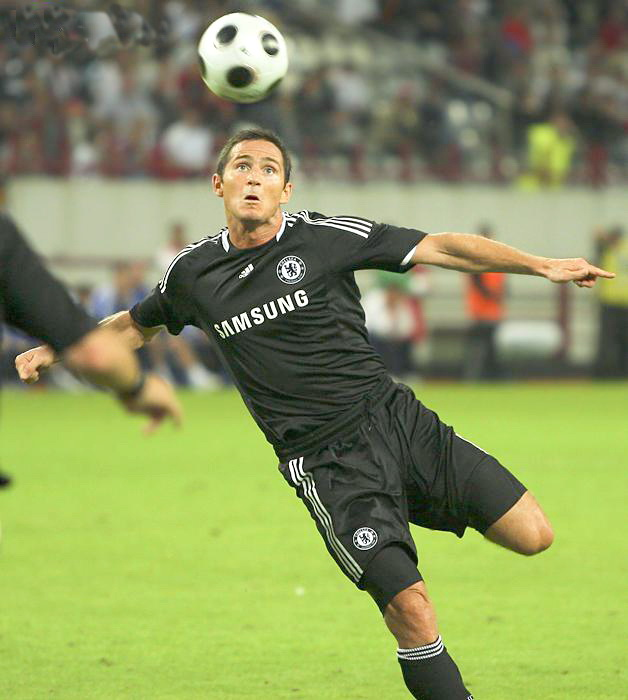
فرانک لمپارد، بازیکن سابق و گلزن برتر چلسی، در حال آماده شدن برای زدن یک ضربه والی.

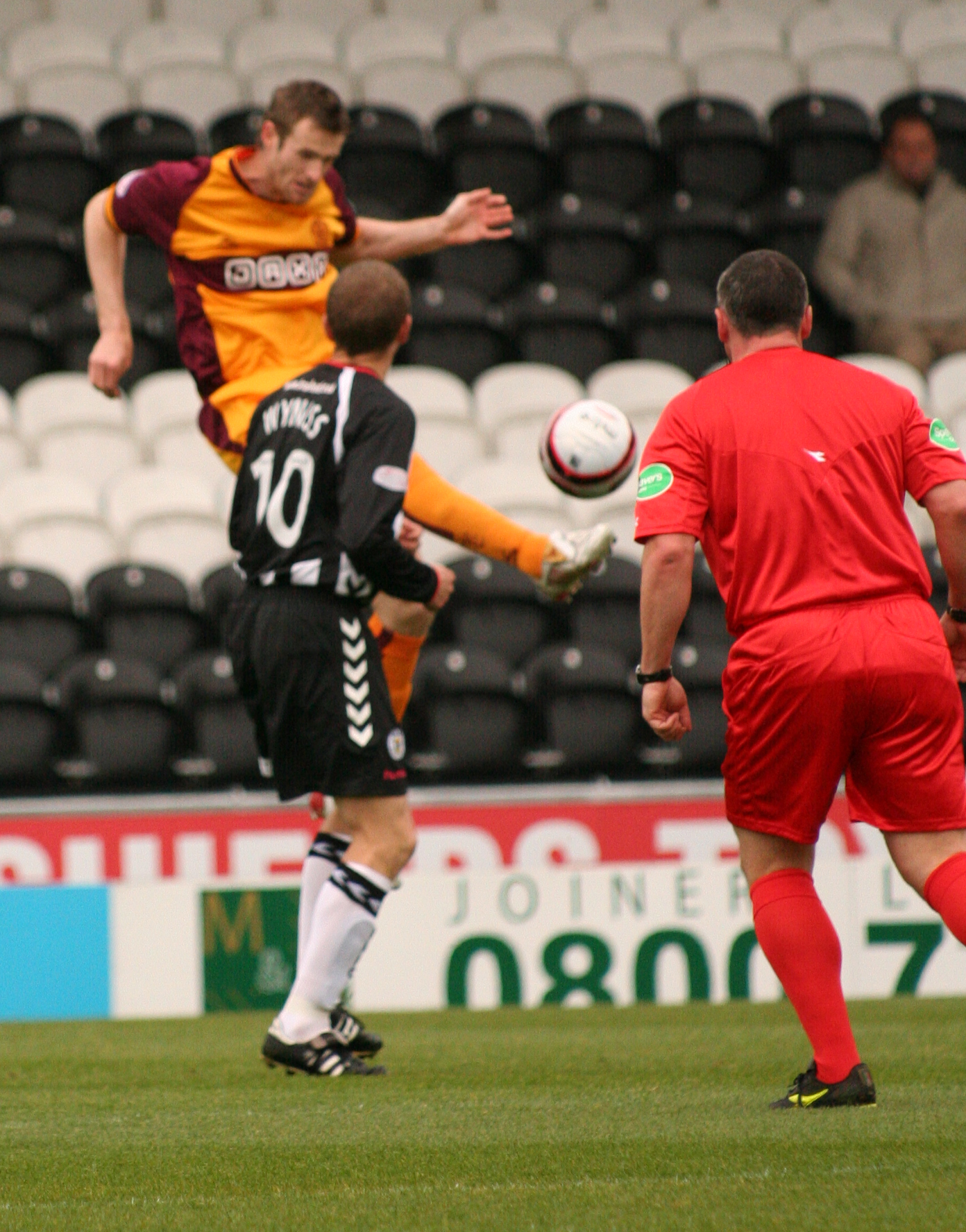
برایان مک‌لین، بازیکن مادرول (با لباس کهربایی)، در مسابقه‌ای مقابل سنت میرن، در حال زدن ضربه والی.

والی (به انگلیسی: volley) یک ضربه هوایی در فوتبال است که در آن پای بازیکن به توپ برخورد می‌کند و آن را قبل از رسیدن به زمین، در جهتی زاویه‌دار هدایت می‌کند. هدف گیری با والی می‌تواند بسیار دشوار باشد و نیاز به هماهنگی خوب پا و چشم و زمان‌بندی دارد. ضربه نیمه والی (به انگلیسی: half volley) مفهومی مشابه دارد، اما زمانی اتفاق می‌افتد که توپ به‌جای اینکه در هوا باشد، تازه از زمین برگشته است.

## والی
به طور کلی، والی مستلزم آن است که بازیکن با جلوی پای خود به توپ ضربه بزند، انگشتان پا به سمت پایین، مچ پا قفل شده و زانو بالا باشد. برای اکثر کاربردها مهم است که هنگام ضربه، زانو بالای توپ نگه داشته شود و کمی به جلو خم شود تا ضربه به سمت پایین نگه داشته شود. انجام این کار، چرخش بالایی زیادی ایجاد می‌کند و اگر به درستی انجام شود، از پرتاب شدید توپ به بالای دروازه جلوگیری می‌کند. به دلیل قدرت و چرخشی که به توپ داده می‌شود، ضربه می‌تواند مسیری غیرقابل پیش‌بینی را به سمت دروازه طی کند و دفاع در برابر آن دشوار باشد.
والی در حالت تهاجمی می‌تواند نقش مهمی در به ثمر رساندن گل‌های مستقیم داشته باشد. از آنجایی که والی زمانی اتفاق می‌افتد که توپ در هوا است، اغلب در مقابل دروازه و در نتیجه یک سانتر یا کرنر رخ می‌دهد. در این حالت، یک بازیکن مهاجم توپ را از روی دروازه در هوا عبور می‌دهد و بازیکن دیگر (چه در حالت ایستاده و چه در حال حرکت) قبل از برخورد توپ به زمین، با پای خود به آن ضربه می‌زند. این نسبت به یک ضربه معمولی مزیت دارد، زیرا بازیکن نیازی به گرفتن توپ، لمس بیشتر توپ و دادن چند ثانیه فرصت بیشتر به دروازه‌بان برای واکنش ندارد. به طور کلی، توپ با نوک پا به سمت پایین و به سمت دروازه زده می‌شود، اگرچه گاهی اوقات از انواع مختلفی مانند ضربه دوچرخه یا ضربه برگردان که در آن بدن بازیکن به صورت آکروباتیک حرکت می‌کند، استفاده می‌شود که بسیار مورد توجه تماشاگران قرار می‌گیرد.
والی که در دفاع استفاده می‌شود، می‌تواند به سرعت توپ را از جریان بازی دور کند و به تیم مدافع اجازه دهد تا موقعیت خود را بازیابی کند. اگرچه دقت کمتری دارد و اجرای آن نسبت به یک پاس بلند معمولی دشوارتر است، اما والی برای دفع توپ‌هایی که به سمت مدافع یا دور از او بالا و پایین می‌روند مفید است زیرا مدافع نیازی به گرفتن توپ یا تغییر جهت در صورت دویدن به سمت دروازه خودی ندارد.
والی کمتر برای پاس‌ها استفاده می‌شود، زیرا کنترل آن دشوارتر است، اگرچه اغلب می‌توان از آن برای پرتاب توپ به سمت بازیکن دیگر استفاده کرد. در این حالت، ضربه نرم‌تر و کنترل‌شده‌تر از شوت یا دفع توپ است. همچنین، می‌توان از قسمت داخلی پا، قسمت خارجی یا حتی پاشنه پا برای پرتاب توپ به سمت بالا در والی استفاده کرد.

## نیمه والی
اصطلاح نیمه والی زمانی استفاده می‌شود، که توپ بلافاصله پس از برخورد به زمین، زده می‌شود. نیمه والی ممکن است برای موقعیت‌هایی بهتر باشد که نمی‌توان به دلیل ارتفاع زیاد توپ، والی انجام داد و بازیکن می‌خواهد ضربه دقیق‌تری بزند. نمونه‌ای از یک نیمه والی، گل دیدیه دروگبا با پیراهن چلسی مقابل لیورپول در سال ۲۰۰۶ است. او توپ را با سینه‌اش از یک پاس بلند کنترل کرد، سپس چرخید و با پای چپش از قوس پنالتی شوتی زد که به گوشه پایین سمت چپ دروازه رفت.

## همچنین ببینید
- ضربه برگردان